# Hany Abu-Assad

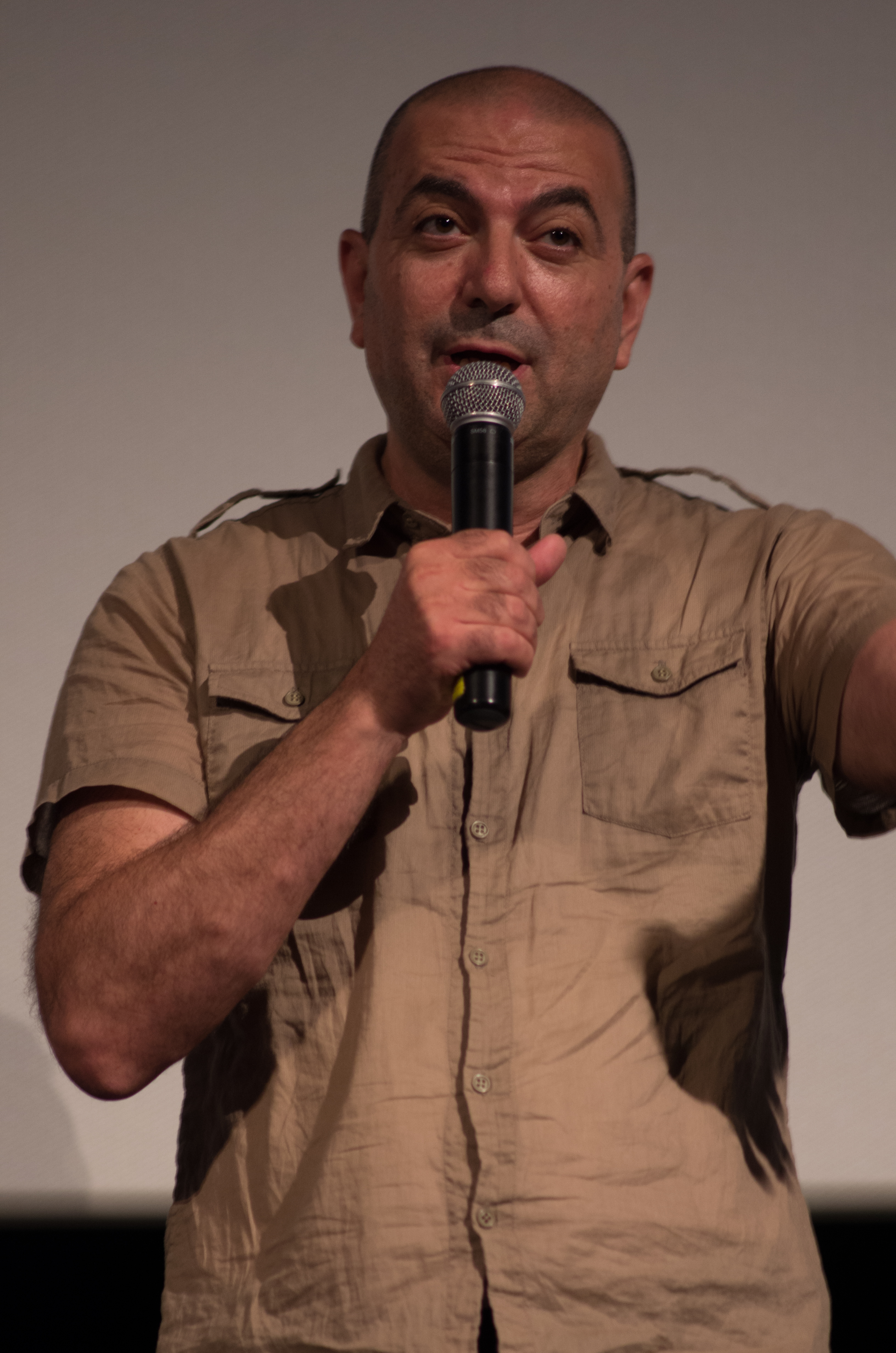
Hany Abu-Assad

Hany Abu-Assad (arabisch هاني أبو أسعد, DMG Hānī Abū Asʿad; * 11. Oktober 1961 in Nazareth) ist ein niederländisch-palästinensischer Filmregisseur, Drehbuchautor und Filmproduzent.

## Ausbildung und erste Kurzfilme
Hany Abu-Assad wurde 1961 in Nazareth geboren. Seine Familie war wohlhabend, er wuchs mit fünf weiteren Geschwistern auf und ging auf eine von Muslimen und palästinensischen Christen gemeinsam besuchte Schule, wo er überwiegend palästinensische Christen zu seinem Freundeskreis zählte.
Abu-Assad, der als Kind mit amerikanischen Westernfilmen aufgewachsen war, emigrierte 1980 nach seinem Schulabschluss in die Niederlande, wo er in Haarlem ein Ingenieurstudium begann. In dieser Zeit versuchte er erfolglos, sich in Bonn der PLO anzuschließen. Nach Abschluss seines Studiums arbeitete Abu-Assad zwei Jahre lang als Flugzeugingenieur in Amsterdam, ehe er in sein Heimatland zurückkehrte und sich durch die Bekanntschaft mit dem palästinensischen Filmemacher Rashid Masharawi dem Film und Fernsehen zuwandte. So war er beispielsweise für Fernsehprogramme und Dokumentationen wie Dar O Dour (1990) und Long Days in Gaza (1991) der britischen Fernsehsender Channel 4 bzw. BBC verantwortlich, in denen er sich thematisch des Alltags in den palästinensischen Gebieten annahm.
1990 gründete Abu-Assad die Filmproduktionsgesellschaft Ayloul Films, zwei Jahre später folgte sein Debüt als Regisseur mit dem halbstündigen Film Paper House, für den Abu-Assad auch das Drehbuch schrieb. Darin berichtet er von den Anstrengungen eines 13-jährigen palästinensischen Jungen, der versucht, das durch die israelische Armee zerstörte Familienheim wiederzuerrichten. Der 16-mm-Kurzfilm, der von dem niederländischen Fernsehsender Nederlandse Omroep Stichting (NOS) ausgestrahlt wurde, fand Anerkennung seitens der Filmkritiker und gewann eine Reihe von Festivalpreisen.
Nach dem Erfolg von Paper House produzierte Hany Abu-Assad unter anderem gemeinsam mit dem WDR und ARTE den 74-minütigen Spielfilm Ausgangssperre. Das Familiendrama von Rashid Masharawi erstreckt sich vor dem Hintergrund eines durch die israelische Armee verhängten Ausgehverbots in einem palästinensischen Flüchtlingslager im Gaza-Streifen und wurde in den nordamerikanischen Kinos unter dem englischen Titel Curfew veröffentlicht. Ausgangssperre gilt als erster palästinensischer Spielfilm und wurde 1994 unter anderem auf dem Montpellier Mediterranean Film Festival und dem Cairo International Film Festival preisgekrönt, sowie mit dem Filmpreis der UNESCO in Cannes ausgezeichnet. Nach dem zehnminütigen Kurzfilm The 13th (1997), bei dessen Entstehung Abu-Assad sich als Drehbuchautor, Produzent und Filmregisseur hervortat, folgte 1998 mit Das 14. Hühnchen Abu-Assads Spielfilmdebüt. Die Beziehungskomödie über eine Hochzeitsgesellschaft in Amsterdam, eröffnete 1998 das Nederlands Film Festival in Utrecht und gewann in den Niederlanden die United International Pictures (UIP) als Verleiher.

## Erfolge mit Langspielfilmen
Im Jahr 2000 kehrte Hany Abu-Assad zum Dokumentarfilm zurück und führte Regie bei der 55-minütigen palästinensisch-niederländischen Koproduktion Nazareth 2000. Die Dokumentation ist ein satirischer Blick zweier palästinensischer Tankstellenbetreiber auf die Situation im Nahen Osten. Im selben Jahr gründete Abu-Assad gemeinsam mit dem Niederländer Bero Beyer in Amsterdam die Filmproduktionsgesellschaft Augustus Film. Zusammen mit Beyer sollte der niederländisch-palästinensische Filmemacher 2002 auch das Drehbuch zu Ford Transit verfassen. Die 80-minütige Dokumentation, die auf dem Sundance Film Festival gezeigt wurde, stellt einen palästinensischen Taxifahrer namens Rajai in den Mittelpunkt, der seine Passagiere quer durch die Straßensperren von Ramallah chauffiert um sie nach Jerusalem zu bringen. Die Darstellung eines palästinensischen Schauspielers, der einen rüden israelischen Soldaten verkörpert, schürte Diskussionen in den Niederlanden wie sachlich ein Dokumentarfilm inszeniert werden sollte. Der Fernsehsender VPRO nahm Ford Transit aufgrund der Kontroverse aus seinem Programm, dennoch wurde das Werk in Jerusalem mit dem In the Spirit of Freedom-Preis ausgezeichnet. Im selben Jahr inszenierte Abu-Assad seinen zweiten Spielfilm Rana’s Wedding mit der Schauspielerin Clara Khoury in der Titelrolle. Das Drama ist, wie die vorangegangenen Dokumentarfilme auch, in Jerusalem angesiedelt und schildert die Versuche eines 17-jährigen palästinensischen Mädchens, in wenigen Stunden einen Heiratskandidaten zu finden und so der drohenden Abschiebung nach Ägypten zu entgehen. Rana’s Wedding, den der US-amerikanische Filmkritiker Roger Ebert als „komplettes visuelles Bild der Grenzen, der palästinensischen Siedlungen und der Straßen von Jerusalem“ lobte, gewann Preise auf den internationalen Filmfestivals von Haifa, Marrakesch und Montpellier, sowie auf dem Internationalen Mittelmeer-Filmfestival in Köln.
Im Jahr 2004 begannen in Nablus, im Westjordanland, die Dreharbeiten zu Hany Abu-Assads drittem Langspielfilm Paradise Now. Das Drehbuch hatte der Autodidakt bereits fünf Jahre zuvor gemeinsam mit Bero Beyer auf Basis von israelischen Verhör-Abschriften von Selbstmordattentätern und Gesprächen mit Hinterbliebenen entwickelt. Im Mittelpunkt des Dramas stehen die beiden palästinensischen Automechaniker Said und Khaled (gespielt von Kais Nashef und Ali Suliman), die von einer extremistischen Gruppe zu Selbstmordattentaten in Tel Aviv überredet werden. Während ihrer letzten gemeinsamen Stunden in Israel beginnen die Männer ihr Handeln zu hinterfragen und schließlich ringt sich nur einer der beiden Freunde dazu durch, den Auftrag zu erfüllen. Paradise Now, der im Februar 2005 auf den Filmfestspielen von Berlin seine Weltpremiere feierte, stand im Focus der Kritiker. Die Menschenrechtsorganisation Amnesty International lobte den unter anderem von Augustus Film, Arte und der Filmstiftung Nordrhein-Westfalen produzierten Film in einer Presseerklärung als „kleine Geschichte über einen großen Konflikt – moralisch, aber nicht moralisierend, berührend, aber nicht sentimental“ und zeichnete ihn auf der Berlinale mit einem Preis aus. Negative Stimmen warfen dem Filmemacher eine Verklärung der Attentäter zu „mythische(n) Helden“ vor und riefen zum Boykott des Films auf. Trotz der kontroversen Meinungen gewann Paradise Now 2006 als offizieller palästinensischer Wettbewerbsbeitrag den Golden Globe als bester fremdsprachiger Film und wurde als erster palästinensischer Spielfilm für den Oscar in derselben Kategorie nominiert.
Nach dem Erfolg von Paradise Now, der in 45 Ländern veröffentlicht wurde, darunter auch in israelischen und palästinensischen Kinos, erhielt Hany Abu-Assad einen Vertrag in Hollywood, der ihn dazu verpflichtet bei zwei Filmen Regie zu führen. Gleichzeitig zog Abu-Assad, der nicht den Islam praktiziert, nach zwanzig Jahren Aufenthalt in den Niederlanden nach Los Angeles, wo er mit dem Drama L.A. Cairo seinen ersten englischsprachigen Film inszenieren sollte. Die Tragikomödie über den arabisch-amerikanischen Traum wurde aber nie realisiert. Auch die 2008 angekündigte Hollywood-Produktion The Vanished von Focus Features, in der Nicolas Cage die Rolle eines Vaters übernehmen sollte, dessen amerikanisch-arabischer Sohn nach einer Reise ins Ausland spurlos verschwindet, kam nie zustande. Stattdessen veröffentlichte Abu-Assad 2008 den Kurzfilm A Boy, a Wall and a Donkey über drei palästinensische Jungen, die ohne eine Kamera einen Film inszenieren wollen und dafür die Kameras an den israelischen Grenzbefestigungen nutzen. Die Produktion wurde neben weiteren Werken von u. a. Marina Abramović, Idrissa Ouédraogo, Walter Salles, Abderrahmane Sissako, Apichatpong Weerasethakul und Jasmila Žbanić Teil des Episodenfilms Stories on Human Rights.
2011 folgte der Spielfilm The Courier, Abu-Assads erste US-amerikanische Produktion als Regisseur. Dem Actionfilm mit Jeffrey Dean Morgan, Mickey Rourke und Til Schweiger in den Hauptrollen blieb aber ein regulärer Kinostart verwehrt. Im selben Jahr wurde der Episodenfilm Do Not Forget Me – Istanbul veröffentlicht, der ein Jahr zuvor als Projekt Istanbuls zum europäischen Kulturhauptstadtjahr entstanden war. Abu-Assad steuerte den Kurzfilm Almost bei. Dieser handelt von zwei palästinensischen Schwestern, die sich nach Jahrzehnten der Trennung in Istanbul wiedersehen.
Sein Film Omar aus dem Jahr 2013 wurde im gleichen Jahr bei den internationalen Filmfestspielen von Cannes in der Sektion Un Certain Regard gezeigt und gewann dort den Preis der Jury. Der Film gewann außerdem den Preis für den besten Film bei den Asia Pacific Screen Awards. Im Jahr darauf war Omar der palästinensische Beitrag für den besten fremdsprachigen Film bei der 86. Oscarverleihung und wurde für den Preis nominiert. Im Verlauf des Jahres 2014 wurde Abu-Assad eingeladen, der Academy of Motion Picture Arts and Sciences beizutreten.
Seine Filmbiografie Ein Lied für Nour über Mohammed Assaf war Palästinas Einreichung als Beitrag um den Wettbewerb des besten fremdsprachigen Films für die Oscarverleihung 2017, wurde aber nicht nominiert. Der Film lief am 1. Dezember 2016 in den Deutschen Kinos an.

## Zitate
- „Ein Film ist ein künstlerisches Produkt. Ich will in einen Charakter schlüpfen, der ich selbst nicht bin, ich erlebe mit ihm Dinge, die ich vorher nicht erlebt habe. Meine Motivation ist die Neugier.“[16]
- „Ich bin Realist. Wenn ich zum Nachdenken anrege, bin ich schon zufrieden.“[17]
- „Als Filmemacher geht es doch auch immer um die eigene Neugierde. Man will über bestimmte Phänomene mehr wissen, man kann an Orte gehen, wo man nie zuvor gewesen ist. Man will einen neuen Standpunkt kennenlernen. Damit erweitert man seinen Horizont: Man kann dann eigene Meinungen in Frage stellen oder bekräftigen.“[18]

## Filmografie
Regie
- 1991: To whom it may concern (Dokumentarfilm)
- 1992: Paper House (Kurzfilm)
- 1996: Onverwachte Natuur (Fernsehserie)
- 1997: The 13th (Kurzfilm)
- 1998: Das 14. Hühnchen (Het 14de kippetje)
- 1999: De Arabieren van 2001 (Dokumentarfilm)
- 2000: Het Spijkerkwartier (Dokumentarfilm)
- 2000: Nazareth 2000 (Dokumentarfilm)
- 2002: Ford Transit (Dokumentarfilm)
- 2002: Rana’s Wedding (Al Quds Fi Yaum Akhr)
- 2005: Paradise Now
- 2008: Stories on Human Rights (Episode: A Boy, a Wall and a Donkey)
- 2011: The Courier
- 2011: Do Not Forget Me – Istanbul (Episode: Almost)
- 2012: The Courier
- 2013: Omar
- 2015: Ein Lied für Nour (The Idol)
- 2017: Zwischen zwei Leben (The Mountain Between Us)

Drehbuch
- 1996: Onverwachte Natuur (Fernsehserie)
- 1997: The 13th (Kurzfilm)
- 1998: Het 14de kippetje
- 2002: Ford Transit (Dokumentarfilm)
- 2005: Paradise Now
- 2013: Omar
- 2015: Ein Lied für Nour (The Idol)

Filmproduktion
- 1990: Dar 0 Dour (Dokumentarfilm)
- 1991: Long Days in Gaza (Dokumentarfilm)
- 1994: Ausgangssperre (Hatta Ishaar Akhar)
- 1997: The 13th (Kurzfilm)
- 2013: Omar

## Auszeichnungen
internationale Filmfestspiele von Cannes
- 2013: Nominiert in der Kategorie Un Certain Regard und Preis der Jury für Omar

Asia Pacific Screen Awards Brisbane
- 2013: Best Feature Film für Omar

Oscarverleihung
- 2006: Nominiert in der Kategorie Bester fremdsprachiger Film mit Paradise Now
- 2014: Nominiert in der Kategorie Bester fremdsprachiger Film mit Omar

Golden Globe Award
- 2006: Bester fremdsprachiger Film für Paradise Now

Internationale Filmfestspiele Berlin
- 2005: Großer Preis der Europäischen Film- und Fernsehakademie („Blauer Engel“), Publikumspreis der Leserjury der „Berliner Zeitung“ und Filmpreis von Amnesty International für Paradise Now

Buenos Aires International Festival of Independent Cinema
- 2003: nominiert in der Kategorie Bester Film für Rana’s Wedding

Europäischer Filmpreis
- 2005: Bestes Drehbuch für Paradise Now

Internationales Mittelmeer-Filmfestival Köln
- 2002: Großer Preis des Mittelmeer-Festivals für Rana’s Wedding

Internationales Filmfest Emden-Norderney
- 2005: 3. Platz für Paradise Now

Festróia – Tróia International Film Festival
- 2003: nominiert in der Kategorie Bester Film für Rana’s Wedding

Deutscher Filmpreis
- 2006: nominiert in der Kategorie Bestes Drehbuch für Paradise Now

Haifa International Film Festival
- 2003: Bester Film für Rana’s Wedding

Marrakech International Film Festival
- 2002: nominiert in der Kategorie Bester Film für Rana’s Wedding

Montpellier Mediterranean Film Festival
- 2002: Bester Film für Rana’s Wedding

Nederlands Film Festival
- 2005: nominiert in den Kategorien Beste Regie, Bestes Drehbuch und den Holländischen Filmkritikerpreis für Paradise Now

Thessaloniki Film Festival
- 2002: nominiert in der Kategorie Bester Film für Rana’s Wedding